# Jane Wyman
Jane Wyman (født 5. januar 1917, død 10. september 2007) var en amerikansk skuespiller, der vandt både Oscar (for filmen Johnny Belinda) og Golden Globe-priser (for sine roller i film Johnny Belinda og Det blå slør og i tv-serien Falcon Crest), og som endvidere var kendt som den amerikanske præsident, Ronald Reagans første kone.

## Barndom
Jane Wyman blev født som Sarah Jane Mayfield i Saint Joseph i Missouri. Hendes forældre blev skilt, da hun var 7 år gammel, og hun blev hos sin far, der imidlertid døde året efter. I stedet påtog naboer sig opdragelsen af den lille pige, der som følge heraf tog efternavnet Fulks. I 1928 rejste hun til Californien for at bo sammen med sin mor, der forsøgte sig – uden større held – som skuespiller. De to rejste i stedet tilbage til Saint Joseph, hvor Jane Wyman gik på high school og snart efter debuterede som sanger på radioen under navnet Jane Durrell.

## Karriere
Efter afslutningen af high school vendte Jane Wyman i 1932 tilbage til Hollywood, hvor hun fik sine første småroller. Hun fik kontrakt med Warner Brothers i 1936, nu som Jane Wyman, og allerede året efter fik hun sit gennembrud i filmen Public Wedding. I sine første filmår havde Wyman ofte rollen som en frisk ung pige, men med en hovedrolle i film noir-indspilningen, Forspildte dage fra 1945, slog hun sit navn fast i melodrama-rollefaget.
Hun fik sin første Oscar (filmpris)-nominering for sin rolle i Hjortekalve fra 1946, og to år efter indspillede hun Johnny Belinda, der indbragte hende en Oscar for bedste kvindelige hovedrolle for rollen som døvstum kvinde. Hun havde nu muligheden for at vælge og vrage blandt rollerne, og hun indspillede med blandt andet Alfred Hitchcock (Lampefeber) og Frank Capra (Her kommer brudgommen), men mod slutningen af 1950'erne var hendes filmkarriere på vej ned ad bakke.
I 1980'erne fik hun sit store comeback som central figur i tv-serien Falcon Crest.

## Privatliv
Jane Wyman er især kendt for sit ægteskab med USA's senere præsident Ronald Reagan, som hun var gift med i perioden 1940-48, og med hvem hun havde tre børn, deraf et adoptivbarn. Hun havde været gift kortvarigt forinden, og efter skilsmissen fra Reagan blev hun gift med orkesterlederen Frederick Karger i to omgange (1952-55 og 1961-1965). Siden da forblev hun ugift og konverterede til katolicismen. 
I sine sidste år levede hun en tilbagetrukket tilværelse, da hun var sygdomsramt. Hun sås dog til begravelserne af Reagan, datteren Maureen samt den nære veninde Loretta Young.

## Filmografi
Jane Wyman indspillede i alt 83 film, heriblandt:
- Public Wedding (1937)
- Det går aldrig godt (Brother Rat, 1938)
- Pigen bag kulisserne (Footlight Serenade, 1942)
- Forspildte dage (The Lost Weekend, 1945)
- Hjortekalven (The Yearling, 1946)
- Night and Day (1946)
- Johnny Belinda (1948)
- Lampefeber (Stage Fright, 1950)
- Glasmenageriet (The Glass Menagerie, 1950)
- Her kommer brudgommen (Here Comes the Groom, 1951)
- Det blå slør (The Blue Veil, 1951)
- Så stor (So Big, 1953)
- Den store læge (Magnificent Obsession, 1954)
- Med kærlighedens ret (All That Heaven Allows, 1955)